# بنداس
بنداس هي قرية في مقاطعة كاشان، إيران. يقدر عدد سكانها بـ 248 نسمة بحسب إحصاء 2016.